# دينيس بولياكوف (لاعب كرة قدم)
دينيس بولياكوف (بالروسية: Поляков, Денис Александрович)‏ هو لاعب كرة قدم بيلاروسي في مركز الدفاع، ولد في 17 أبريل 1991 في مينسك في بيلاروس. شارك مع منتخب بيلاروسيا تحت 21 سنة لكرة القدم ومنتخب بيلاروسيا الأولمبي لكرة القدم ومنتخب بيلاروس لكرة القدم. أما مع النوادي، فقد لعب مع أورال يكاترينبورغ وباتي بوريسوف وشاختيور سوليجورسك ونادي آستانا ونادي أبويل ونادي كايرات.

## وصلات خارجية
- دينيس بولياكوف على موقع الاتحاد الدولي (مؤرشف)  (الإنجليزية)
- دينيس بولياكوف على موقع الاتحاد الأوربي (الإنجليزية)
- دينيس بولياكوف على موقع قاعدة بيانات كرة القدم.إي يو (الإنجليزية)
- دينيس بولياكوف على موقع ناشيونال فوتبول تيمز (الإنجليزية)
- دينيس بولياكوف على موقع Soccerway.com (الإنجليزية)
- دينيس بولياكوف على موقع عالم كرة القدم.نت (الإنجليزية)
- دينيس بولياكوف على موقع أوليمبيديا (الإنجليزية)
- دينيس بولياكوف على موقع AS.com (الإسبانية)